# Holanthias fronticinctus
Holanthias fronticinctus är en fiskart som först beskrevs av Günther, 1868.  Holanthias fronticinctus ingår i släktet Holanthias och familjen havsabborrfiskar. Inga underarter finns listade i Catalogue of Life.
Arten förekommer i östra Atlanten, den verkar att vara endemisk för Sankt Helena.